# Pierre Tetar van Elven

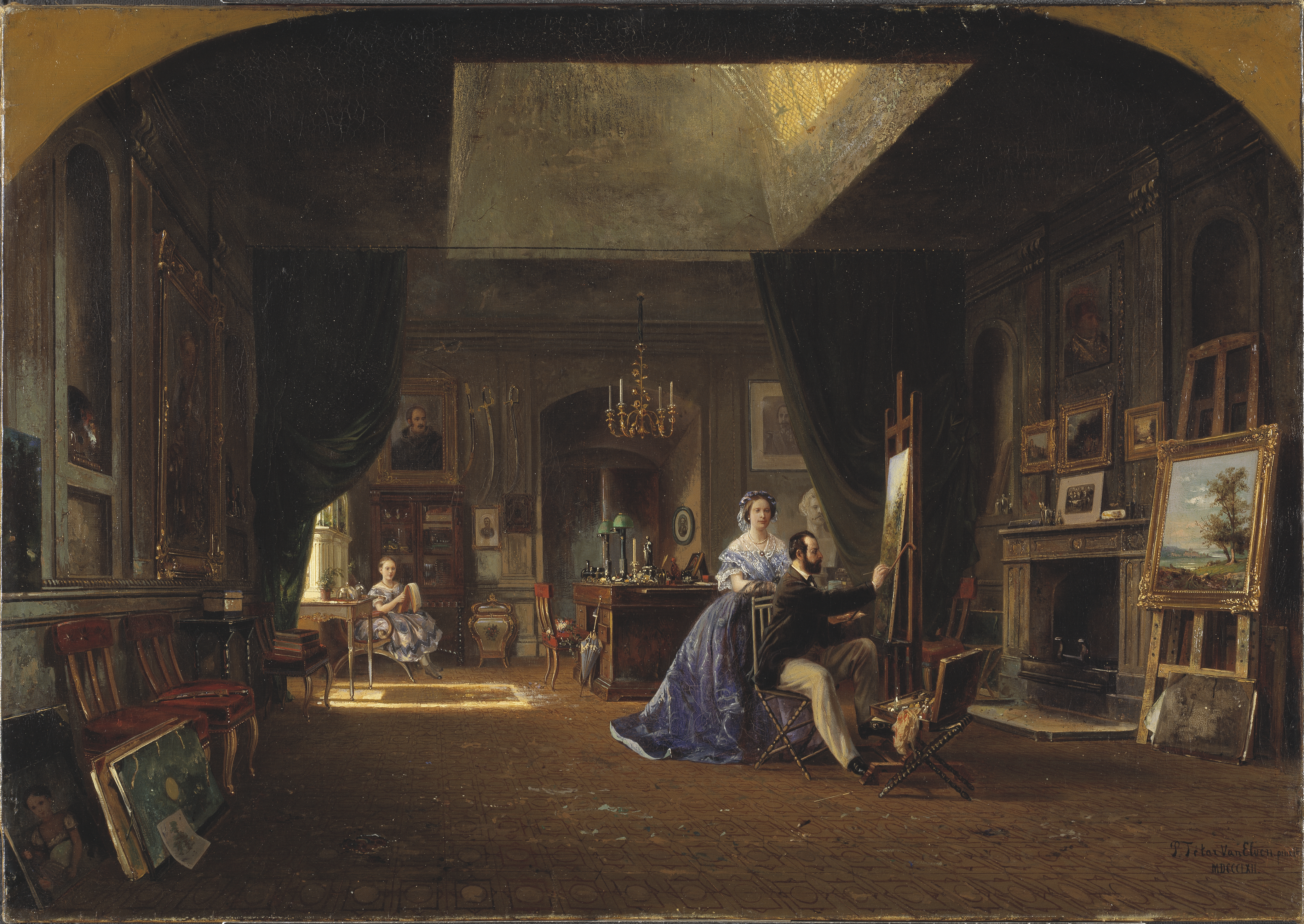
Karl XV:s ateljé på Slottet målad av Tetar van Elven 182

Pierre (Peter) Henri Théodore Tetar van Elven, född 1831 i Amsterdam, död 5 januari 1908 i Milano, var en nederländsk målare. 
Han var son till Jean-Baptiste Tetar van Elven och Sophia Francisca Noll och från 13 maj 1856 gift med Anna Maria Angela Felicita Fumao. Han studerade först kost för JEJ van den Berg Amsterdam innan han fortsatte sina studier vid tecknarakademien i Haag. Han bosatte sig 1851 i Turin där han utnämndes till hovmålare åt Viktor Emanuel 1859. Han vistades i Paris 1862–1873 och gjorde under denna tid flera målarresor till andra länder bland annat besökte han Sverige och utförde en oljemålning av Karl XV i sin ateljé på Stockholms slott. Omkring 1873 flyttade han tillbaka till Amsterdam och flyttade in i en byggnad på Plantage Muidergracht nummer 33. Där bodde han med sin fru och sina tre döttrar. Han återvände till Milano en kort före sin död. Tetar van Elven är representerad vid Nationalmuseum och på museum i Milano, Genua, Turin och Haarlem.